# Saint-Malo-de-Phily
Pour les articles homonymes, voir Saint-Malo (homonymie).
Saint-Malo-de-Phily est une commune française située dans le département d'Ille-et-Vilaine en région Bretagne.

## Géographie
Cette commune est située à une trentaine de kilomètres de Rennes ainsi qu'une trentaine de kilomètres de Redon.

### Communes limitrophes
| Guignen       | Saint-Senoux        |           |
| Guipry-Messac | Saint-Malo-de-Phily | Pléchâtel |
|               | Guipry-Messac       |           |

### Hydrographie
Pour un article plus général, voir Réseau hydrographique d'Ille-et-Vilaine.
La commune est située dans le bassin Loire-Bretagne. Elle est drainée par la Vilaine, l'Eval, le ruisseau de la Vallée de la bouère, le ruisseau de Mélac, le ruisseau des Aunaies et le ruisseau lambert, et un autre petit cours d'eau,.
La Vilaine, d'une longueur de 218 km, prend sa source dans la commune de Juvigné et se jette  dans l'Océan Atlantique à Camoël, après avoir traversé 56 communes. 

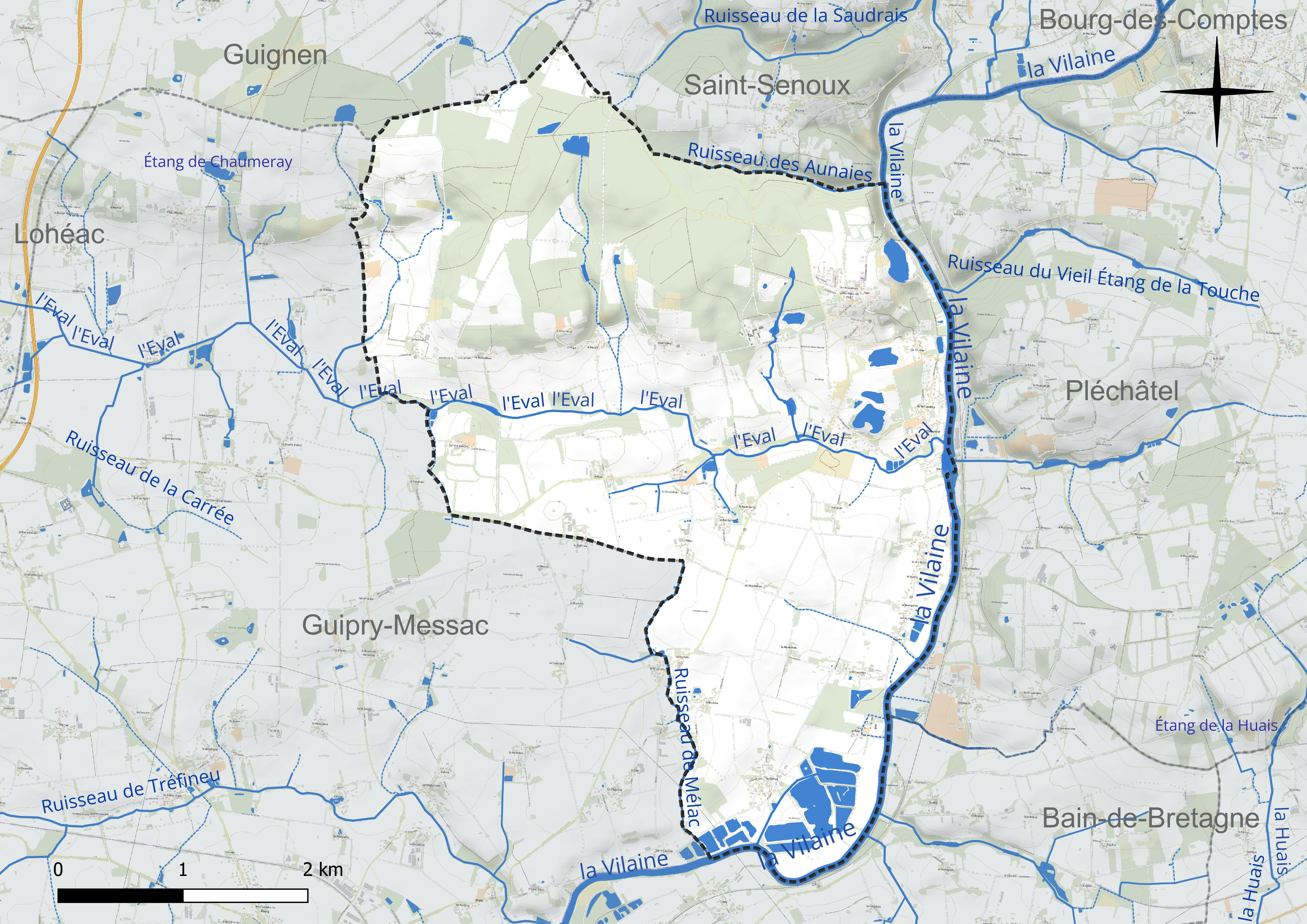
Réseau hydrographique de Saint-Malo-de-Phily.

L'Éval, d'une longueur de 11 km, prend sa source dans la commune de Lohéac et se jette  dans la Vilaine sur la commune, après avoir traversé trois communes. 

### Climat
Pour des articles plus généraux, voir Climat de la Bretagne et Climat d'Ille-et-Vilaine.
En 2010, le climat de la commune est de type climat océanique franc, selon une étude du CNRS s'appuyant sur une série de données couvrant la période 1971-2000. En 2020, Météo-France publie une typologie des climats de la France métropolitaine dans laquelle la commune est exposée à un climat océanique et est dans la région climatique Bretagne orientale et méridionale, Pays nantais, Vendée, caractérisée par une faible pluviométrie en été et une bonne insolation. Parallèlement l'observatoire de l'environnement en Bretagne publie en 2020 un zonage climatique de la région Bretagne, s'appuyant sur des données de Météo-France de 2009. La commune est, selon ce zonage, dans la zone « Sud Est », avec des étés relativement chauds et ensoleillés.
Pour la période 1971-2000, la température annuelle moyenne est de 11,7 °C, avec une amplitude thermique annuelle de 13,3 °C. Le cumul annuel moyen de précipitations est de 827 mm, avec 13,1 jours de précipitations en janvier et 5,4 jours en juillet. Pour la période 1991-2020, la température moyenne annuelle observée sur la station météorologique la plus proche, située sur la commune de La Noë-Blanche à 9 km à vol d'oiseau, est de 12,2 °C et le cumul annuel moyen de précipitations est de 780,5 mm,. Pour l'avenir, les paramètres climatiques de la commune estimés pour 2050 selon différents scénarios d'émission de gaz à effet de serre sont consultables sur un site dédié publié par Météo-France en novembre 2022.

## Urbanisme

### Typologie
Au 1er janvier 2024, Saint-Malo-de-Phily est catégorisée commune rurale à habitat dispersé, selon la nouvelle grille communale de densité à sept niveaux définie par l'Insee en 2022.
Elle est située hors unité urbaine. Par ailleurs la commune fait partie de l'aire d'attraction de Rennes, dont elle est une commune de la couronne,. Cette aire, qui regroupe 183 communes, est catégorisée dans les aires de 700 000 habitants ou plus (hors Paris),.

### Occupation des sols
L'occupation des sols de la commune, telle qu'elle ressort de la base de données européenne d'occupation biophysique des sols Corine Land Cover (CLC), est marquée par l'importance des territoires agricoles (67,5 % en 2018), en diminution par rapport à 1990 (71,6 %). La répartition détaillée en 2018 est la suivante :
terres arables (44,4 %), forêts (23,4 %), zones agricoles hétérogènes (23 %), zones urbanisées (3,8 %), mines, décharges et chantiers (2,9 %), eaux continentales (2,4 %), prairies (0,1 %). L'évolution de l'occupation des sols de la commune et de ses infrastructures peut être observée sur les différentes représentations cartographiques du territoire : la carte de Cassini (XVIIIe siècle), la carte d'état-major (1820-1866) et les cartes ou photos aériennes de l'IGN pour la période actuelle (1950 à aujourd'hui).

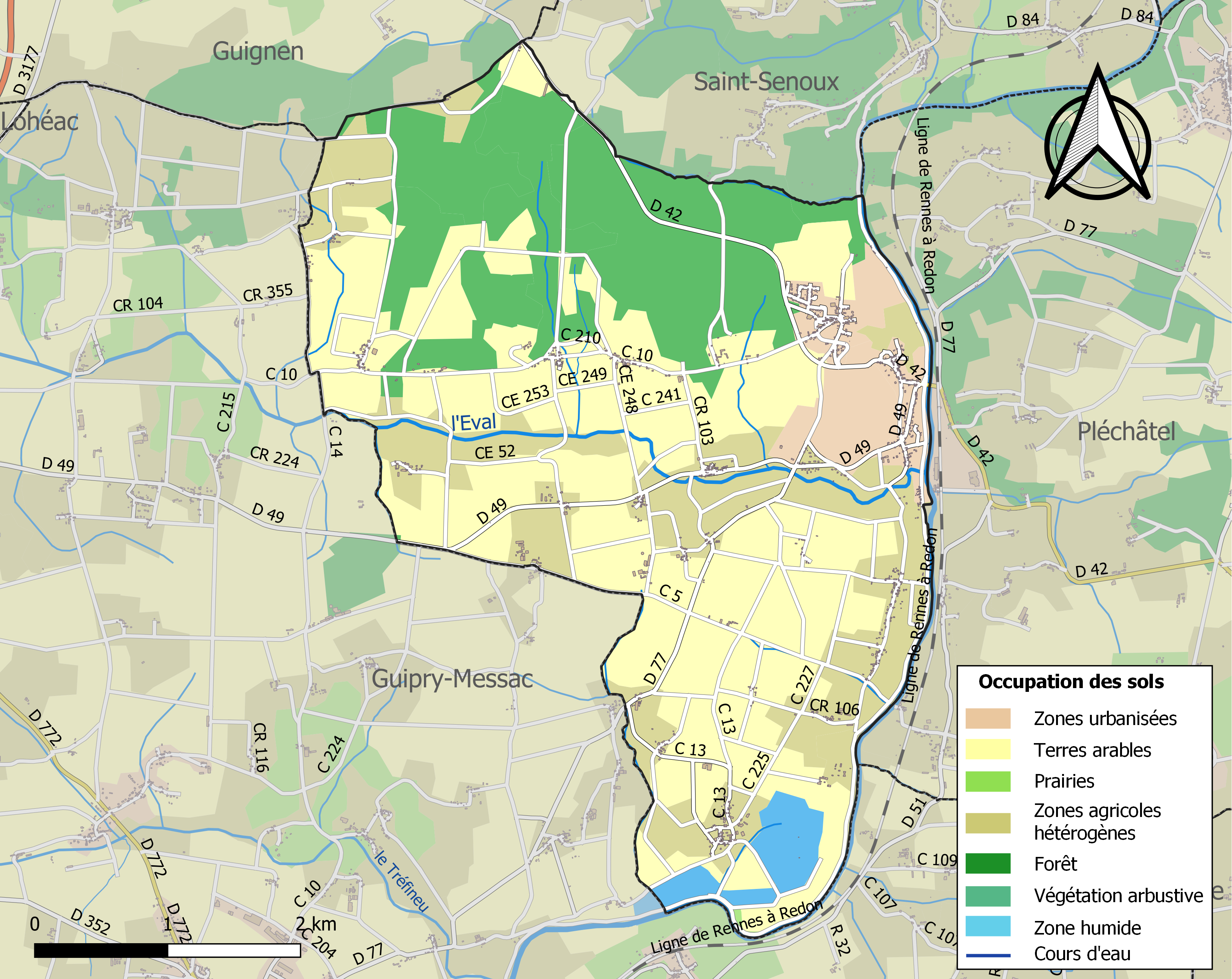
Carte des infrastructures et de l'occupation des sols de la commune en 2018 (CLC).

## Toponymie
Le nom de la localité est attesté sous les formes Fellit au VIIIe siècle, capella Sancti Maioci en 1101.
Saint-Malo-de-Phily vient de saint Malo, évêque d'Alet au VIe siècle, et du latin felix (« heureux ou bien-aimé »).
En gallo, le nom de la commune est Saint-Mâlo.

## Histoire

### Préhistoire
Les plus anciennes traces d'activités humaines en Bretagne, datées de 600 000 ans, du paléolithique inférieur (acheuléen), ont été retrouvées au sud de la commune, sur une butte dominant un ancien méandre de la Vilaine. Le gisement est composé de choppers, de racloirs, de grattoirs et de denticulés taillés dans du grès.

## Politique et administration

### Sous l'ancien Régime

#### Curés
- Marc Mathurin Leroux (1763-1794)[24], Vicaire du village, homme d'un grand esprit supérieur, originaire d'Ivignac, martyrisé à Rennes en 1793, et guillotiné le 6 octobre 1794 également à  Rennes avec Robert Barthélemy (1760-1794) et Jean Gortais, né à Plestan.

### Depuis la Révolution
| Période                                  | Période  | Identité            | Étiquette | Qualité                                                                    |
| ---------------------------------------- | -------- | ------------------- | --------- | -------------------------------------------------------------------------- |
| 1790                                     | 1791     | Pierre Lenormand    |           |                                                                            |
| 1791                                     | 1797     | Pierre Perinel      |           |                                                                            |
| 1797                                     | 1804     | Pierre Jumel        |           |                                                                            |
| 1804                                     | 1806     | Pierre Perinel      |           |                                                                            |
| 1806                                     | 1813     | Joseph Migaud       |           |                                                                            |
| 1813                                     | 1829     | Jacques Onffroy     |           | Famille Onffroy de Vérez                                                   |
| 1829                                     | 1844     | Georges Rocheron    |           |                                                                            |
| 1844                                     | 1848     | Jean Pigeault       |           |                                                                            |
| 1848                                     | 1871     | Auguste Rocheron    |           |                                                                            |
| 1871                                     | 1888     | Joseph Lenormand    |           |                                                                            |
| 1888                                     | 1896     | Joseph Pigeault     |           |                                                                            |
| 1896                                     | 1919     | Albert du Bouëxic   |           | Vicomte du Bouëxic de la Driennais                                         |
| 1919                                     | 1951     | Jean du Bouëxic     |           | Vicomte du Bouëxic de la Driennais                                         |
| 1951                                     | 1983     | Eugène Pigeault     |           | Entrepreneur Travaux Publics. Propriétaire de carrière de sable à fonderie |
| 1983                                     | 1989     | Patrick du Bouëxic  |           | Vicomte du Bouëxic de la Driennais                                         |
| 1989                                     | 1995     | Madeleine Garnier   |           | Secrétaire de mairie, ancienne commerçante                                 |
| 1995                                     | 2001     | André Marchand      |           | Agriculteur                                                                |
| 2001                                     | 2008     | Victor Gilorin      |           | Retraité                                                                   |
| 2008                                     | 2020     | Bernard Tirel       | DVD       | Technicien de maintenance retraité                                         |
| 2020                                     | En cours | Marie-Claire Brault |           | Retraitée de la Fonction publique de l'État                                |
| Les données manquantes sont à compléter. |          |                     |           |                                                                            |

Lors des élections municipales de 2008, aucune des têtes de liste n'a été élue. Lors de la réunion du conseil municipal du 21 mars 2008, aucun des quinze conseillers municipaux ne s'est présenté comme maire. Le siège est donc vacant. Bernard Tirel a finalement été élu maire de la commune début avril

## Démographie
L'évolution du nombre d'habitants est connue à travers les recensements de la population effectués dans la commune depuis 1793. Pour les communes de moins de 10 000 habitants, une enquête de recensement portant sur toute la population est réalisée tous les cinq ans, les populations de référence des années intermédiaires étant quant à elles estimées par interpolation ou extrapolation. Pour la commune, le premier recensement exhaustif entrant dans le cadre du nouveau dispositif a été réalisé en 2008.

En 2022, la commune comptait 1 074 habitants, en évolution de −1,38 % par rapport à 2016 (Ille-et-Vilaine : +5,46 %, France hors Mayotte : +2,11 %).
| 1793 | 1800 | 1806 | 1821 | 1831 | 1836 | 1841 | 1846 | 1851 |
| ---- | ---- | ---- | ---- | ---- | ---- | ---- | ---- | ---- |
| 803  | 965  | 790  | 796  | 826  | 831  | 835  | 869  | 908  |

| 1856 | 1861 | 1866 | 1872 | 1876 | 1881 | 1886 | 1891 | 1896  |
| ---- | ---- | ---- | ---- | ---- | ---- | ---- | ---- | ----- |
| 898  | 915  | 973  | 895  | 880  | 884  | 882  | 980  | 1 055 |

| 1901  | 1906 | 1911 | 1921 | 1926 | 1931 | 1936 | 1946 | 1954 |
| ----- | ---- | ---- | ---- | ---- | ---- | ---- | ---- | ---- |
| 1 021 | 989  | 996  | 871  | 901  | 810  | 811  | 746  | 699  |

| 1962 | 1968 | 1975 | 1982 | 1990 | 1999 | 2006 | 2008 | 2013  |
| ---- | ---- | ---- | ---- | ---- | ---- | ---- | ---- | ----- |
| 670  | 659  | 647  | 637  | 671  | 657  | 786  | 822  | 1 056 |

| 2018  | 2022  | - | - | - | - | - | - | - |
| ----- | ----- | - | - | - | - | - | - | - |
| 1 079 | 1 074 | - | - | - | - | - | - | - |

## Lieux et monuments
- La chapelle de Notre-Dame de Montserrat est privée. Elle est probablement due à Arthur Regnault[31]. C'est un caveau de la Famille du Bouëxic de la Driennais. Aux alentours du XVIIe siècle, un seigneur de la lignée Du Bouëxic, de retour de Terre sainte ou de la guerre d'Espagne (bataille de Montjuïc (1641)), embarque pour regagner son lieu d'origine. Confronté à une tempête menaçant le navire, il fait le vœu d'accomplir un pèlerinage à Notre-Dame de Montserrat (rosaire monumental de Montserrat) en Espagne s'il est préservé. Sauvé de justesse après avoir été partiellement noyé, il va au-delà de son engagement en effectuant non seulement le pèlerinage, mais en faisant également ériger une modeste chapelle sur une colline déserte de ses terres.  Au XIXe siècle, la vicomtesse Du Bouëxic fait construire cette chapelle de style néo-gothique, qui reçoit la bénédiction le 8 septembre 1879.

- L'église paroissiale Saint-Malo est de style néo-roman et édifiée en 1900 par l'architecte Henri Mellet[32]. Cette église est surtout connue pour les fresques du transept et de l'abside que le peintre Émile Bernard y a peintes en 1933 et qui représentent la translation du corps de saint Malo[33],[34].

L'église Saint-Malo et les fresques d'Émile Bernard
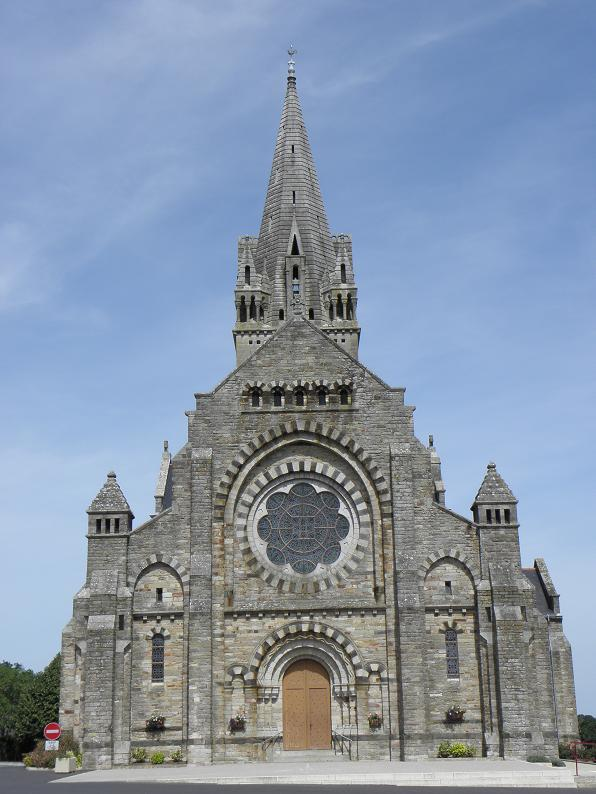
L'église Saint-Malo.
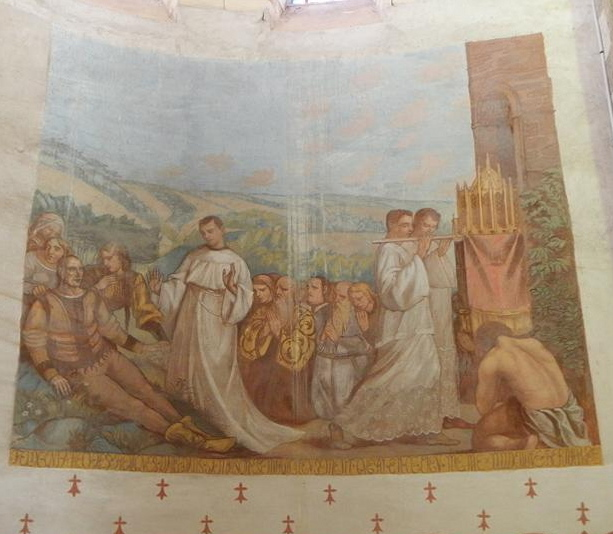
Félix. Qui a reçu les reliques dans sa maison est miraculeusement guéri
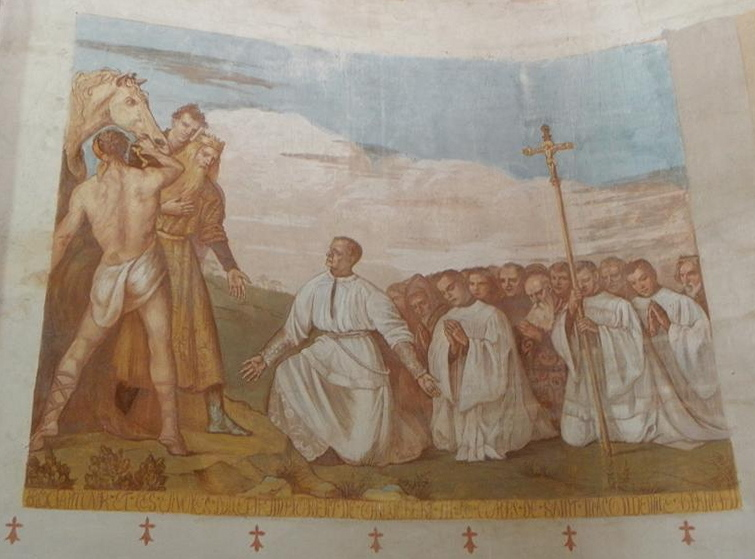
Rociantour et les envoyés d'Aleth implorent de Childebert III le corps de saint Malo
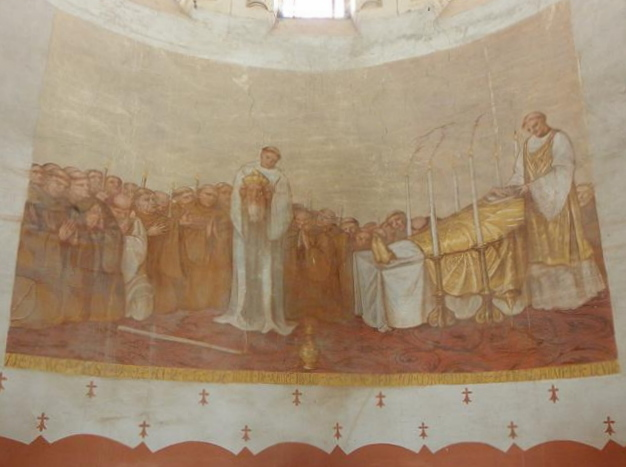
À l'épreuve proposée par le roi, la tête et la main de saint Malo se séparent de son corps. Émile Bernard pînxit per deum
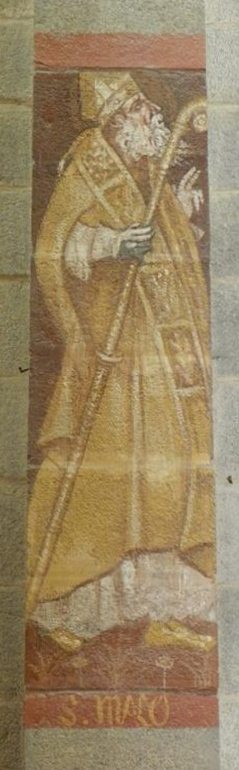
Saint Malo
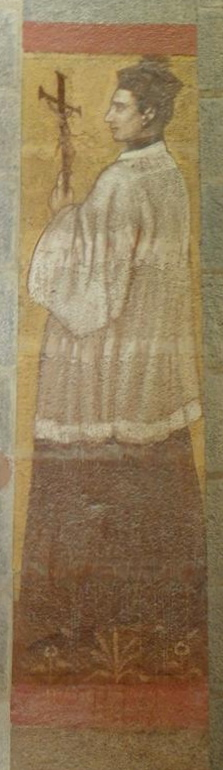
Marc Mathurin Leroux.

## Associations
Saint-Malo-de-Phily compte un club cycliste : A.S. St Malo de Phily. Ce club est composé d'environ une trentaine de coureurs (effectifs saison 2008).
L'ASSMP regroupe : football, badminton, gymnastique et aussi une section randonnée.

## Personnalités liées à la commune
- Malo d'Aleth, l'un des sept saints fondateurs légendaires de Bretagne continentale, mort en 627.
- Le peintre Émile Bernard qui a peint dans l'église.

- Jean du Bouëxic[35] , sieur de la Driennais, député aux États de Bretagne en 1594.
- Georges-Luc du Bouëxic (1766-1826), vicomte de la Driennais, conseiller au Parlement de Bretagne en 1786.
- Pierre Prudent du Bouëxic de La Driennais (1768 - 1843), vicomte de La Driennays, officier d'artillerie (Saint Cyr).
- Pierre du Bouëxic de La Driennays (1896-1918) , Vicomte du Bouëxic de La Driennays, Croix de guerre (1914/1918), Médaille militaire (à titre posthume).

### Chapelle Notre-Dame de Montserrat

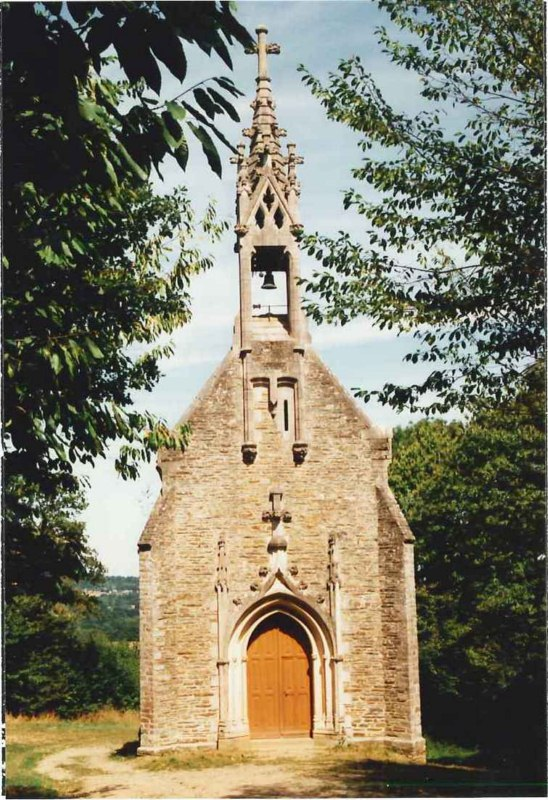
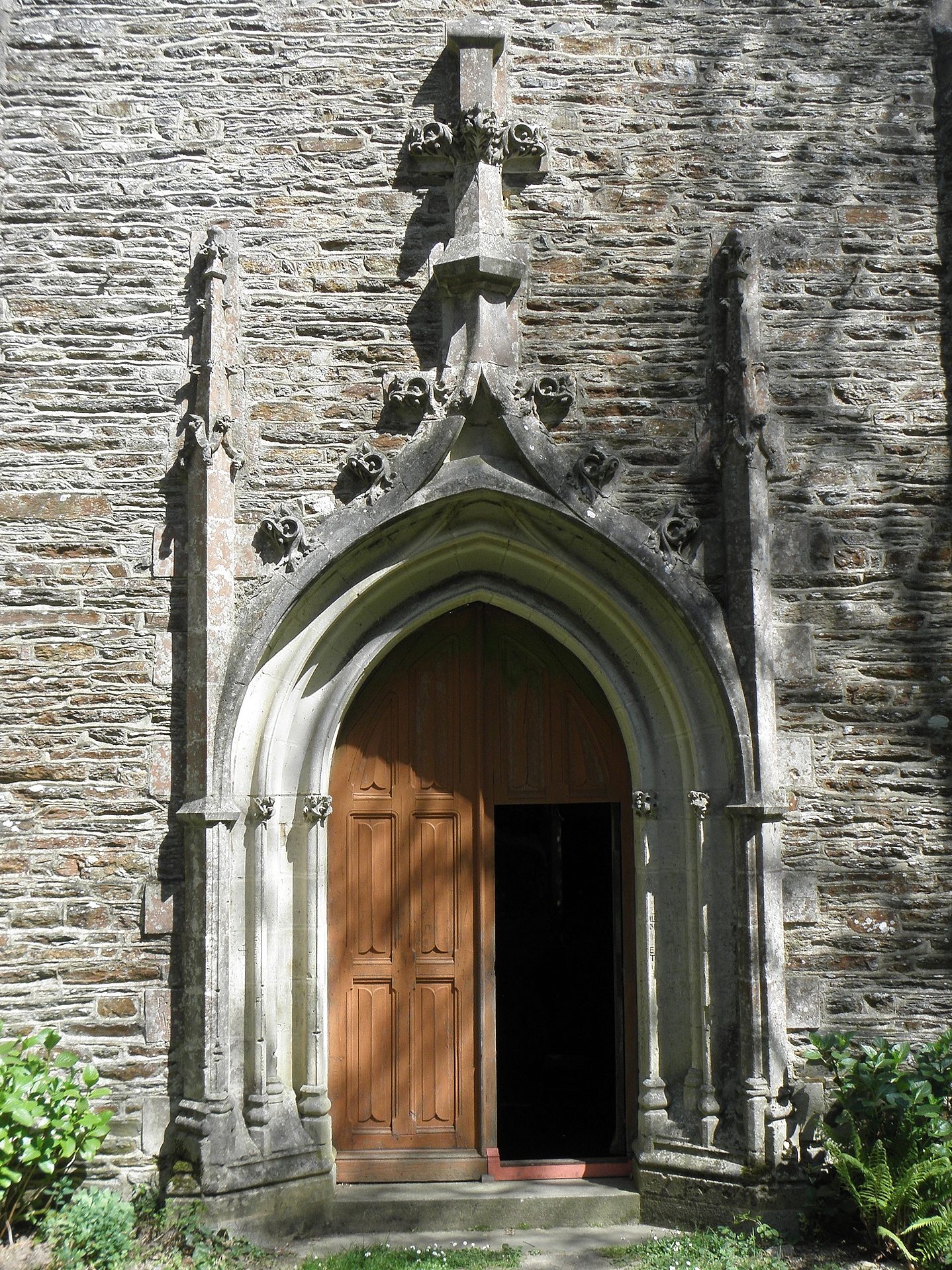
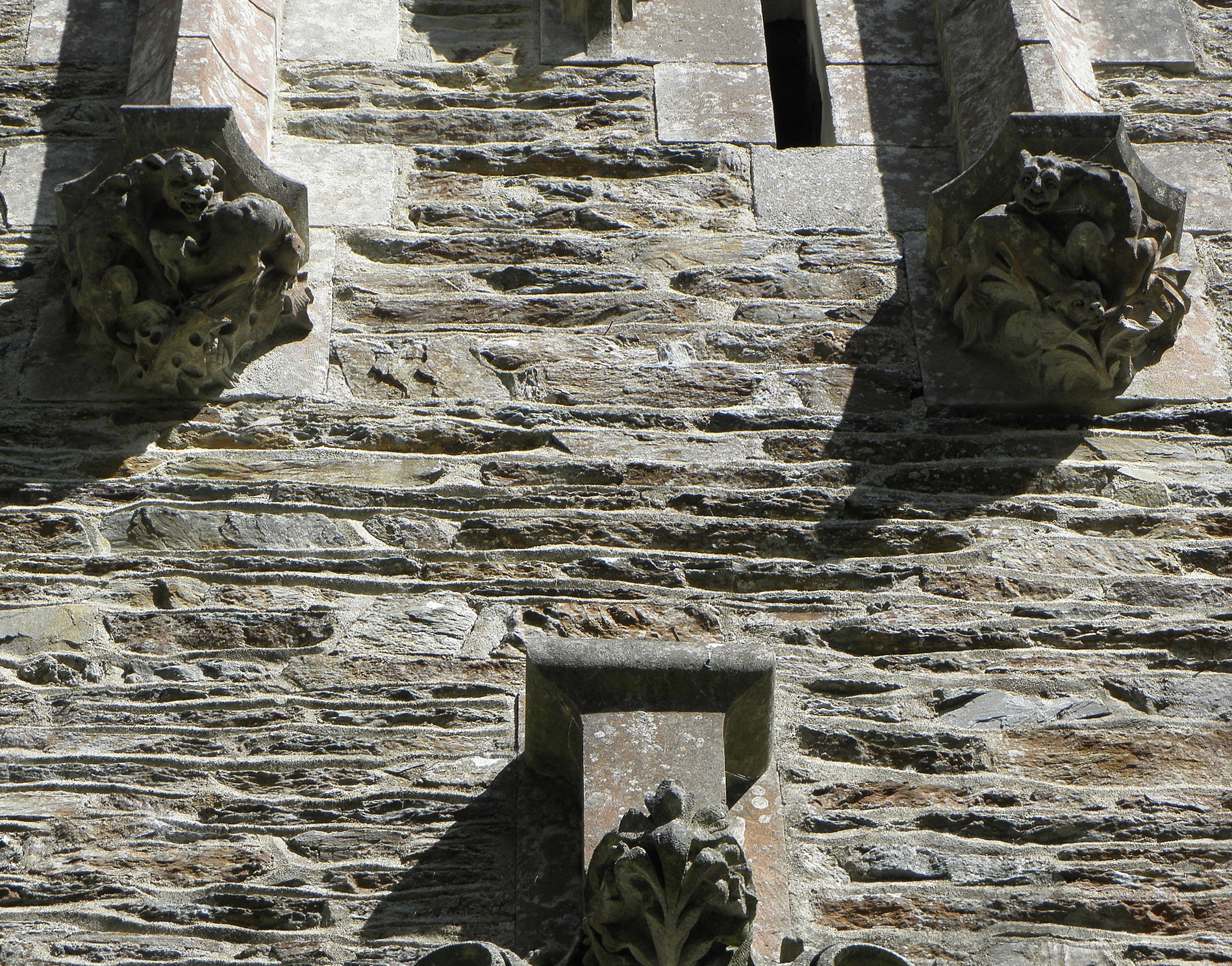
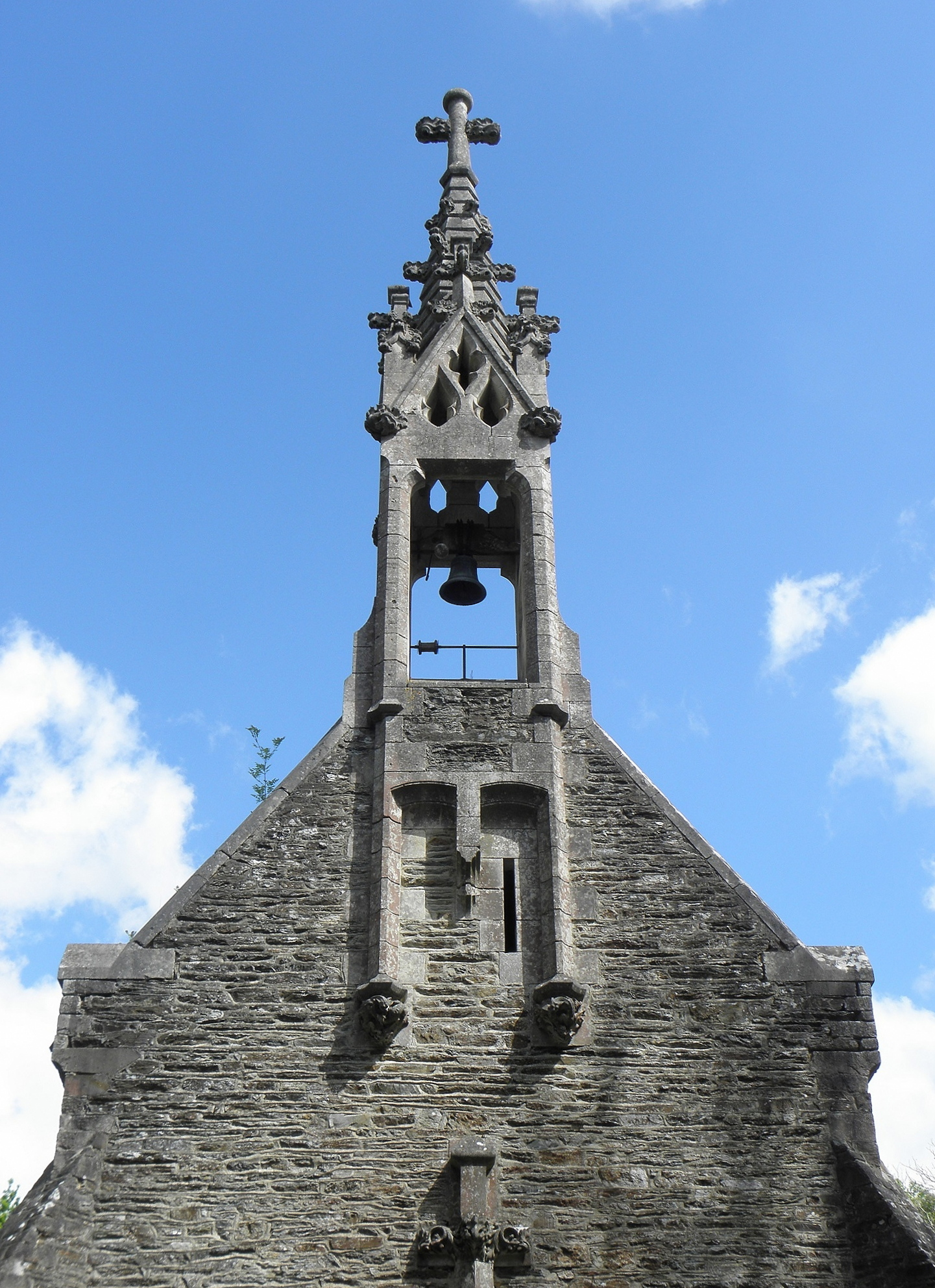
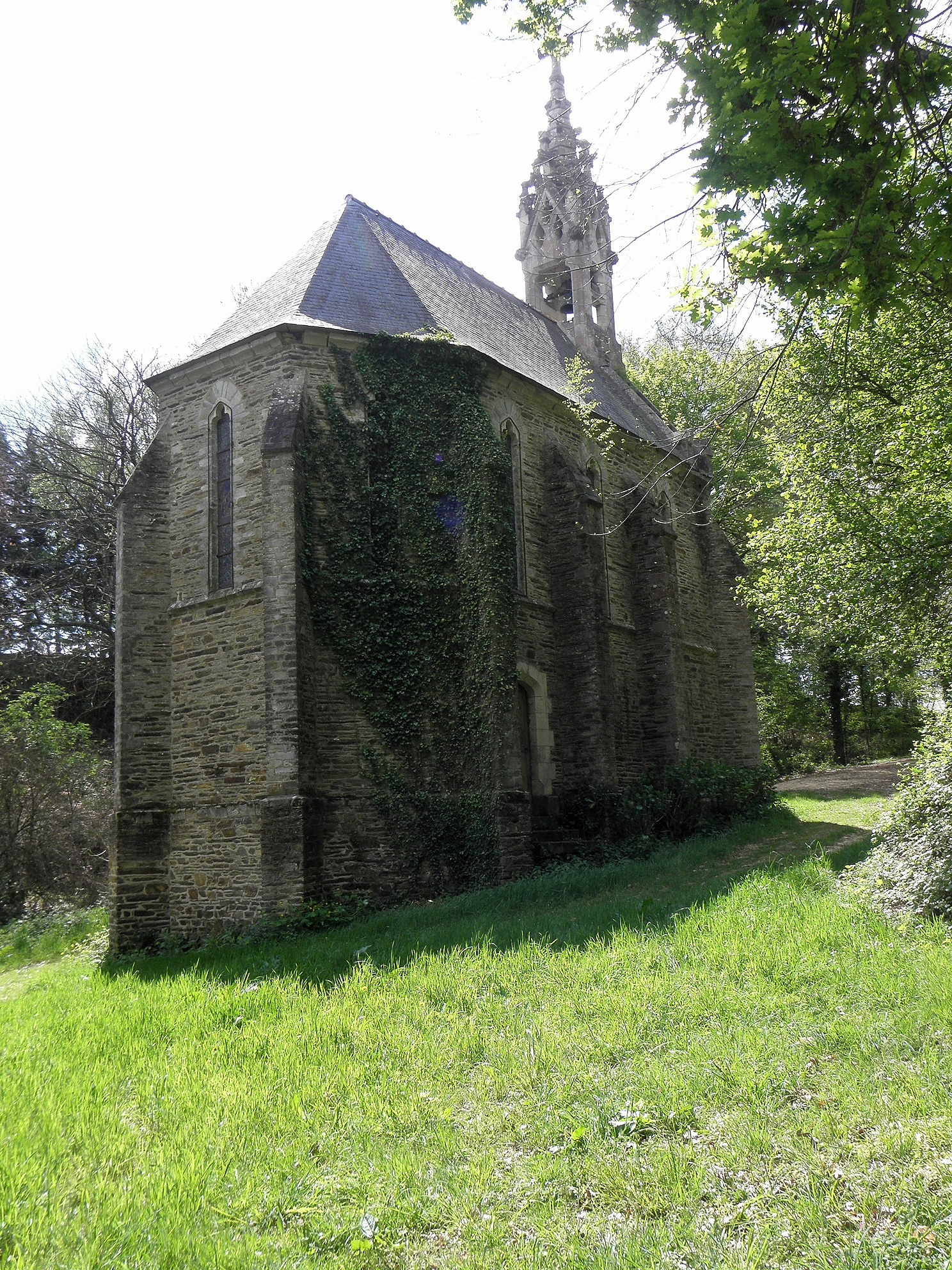
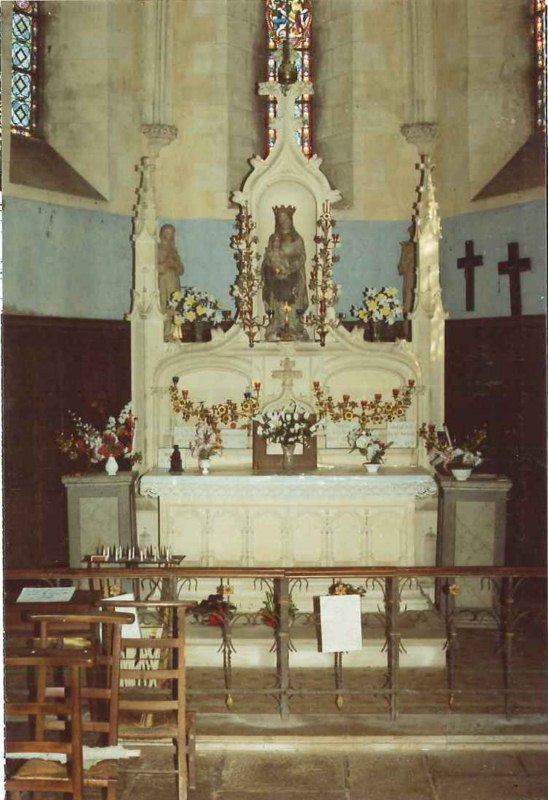
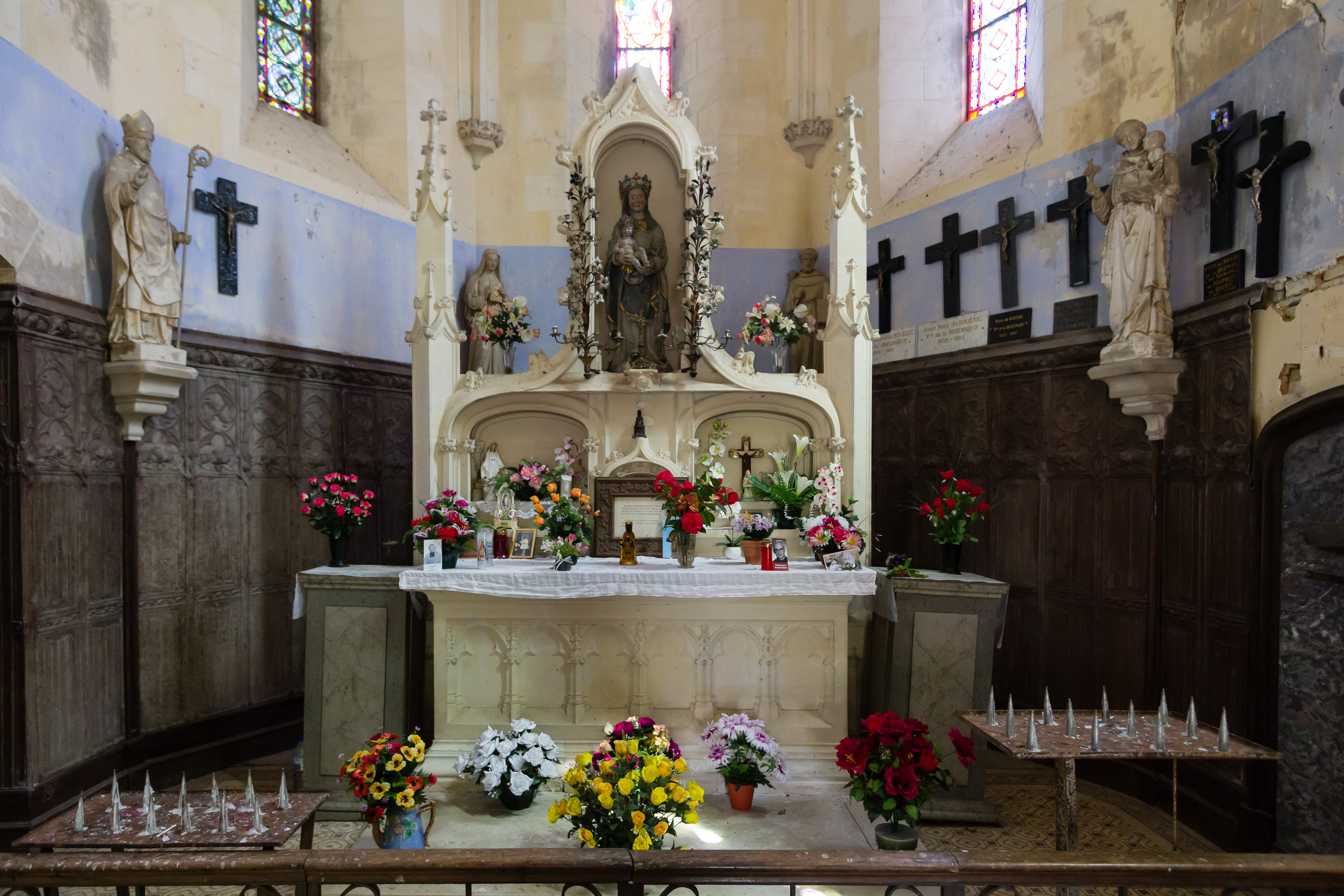
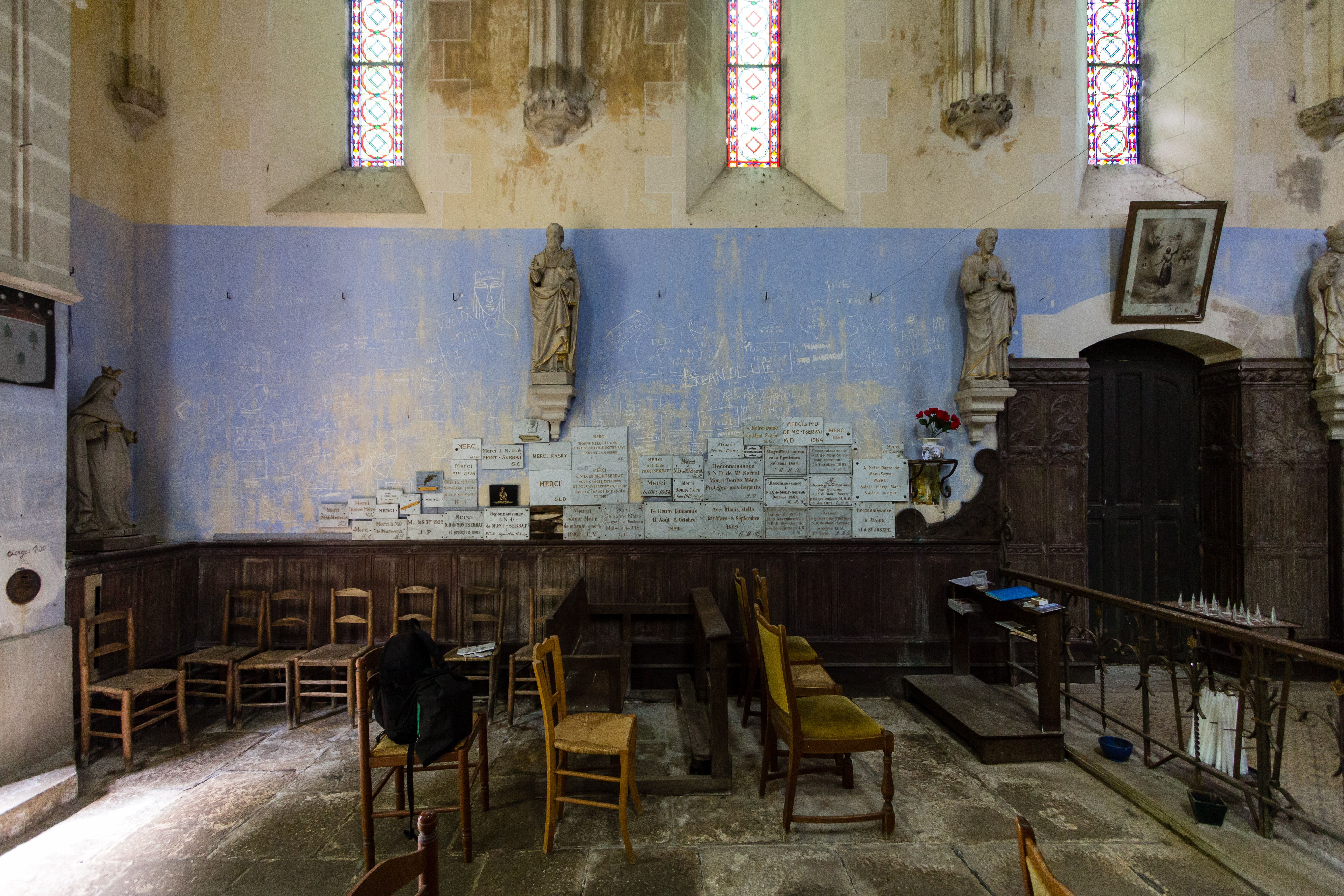
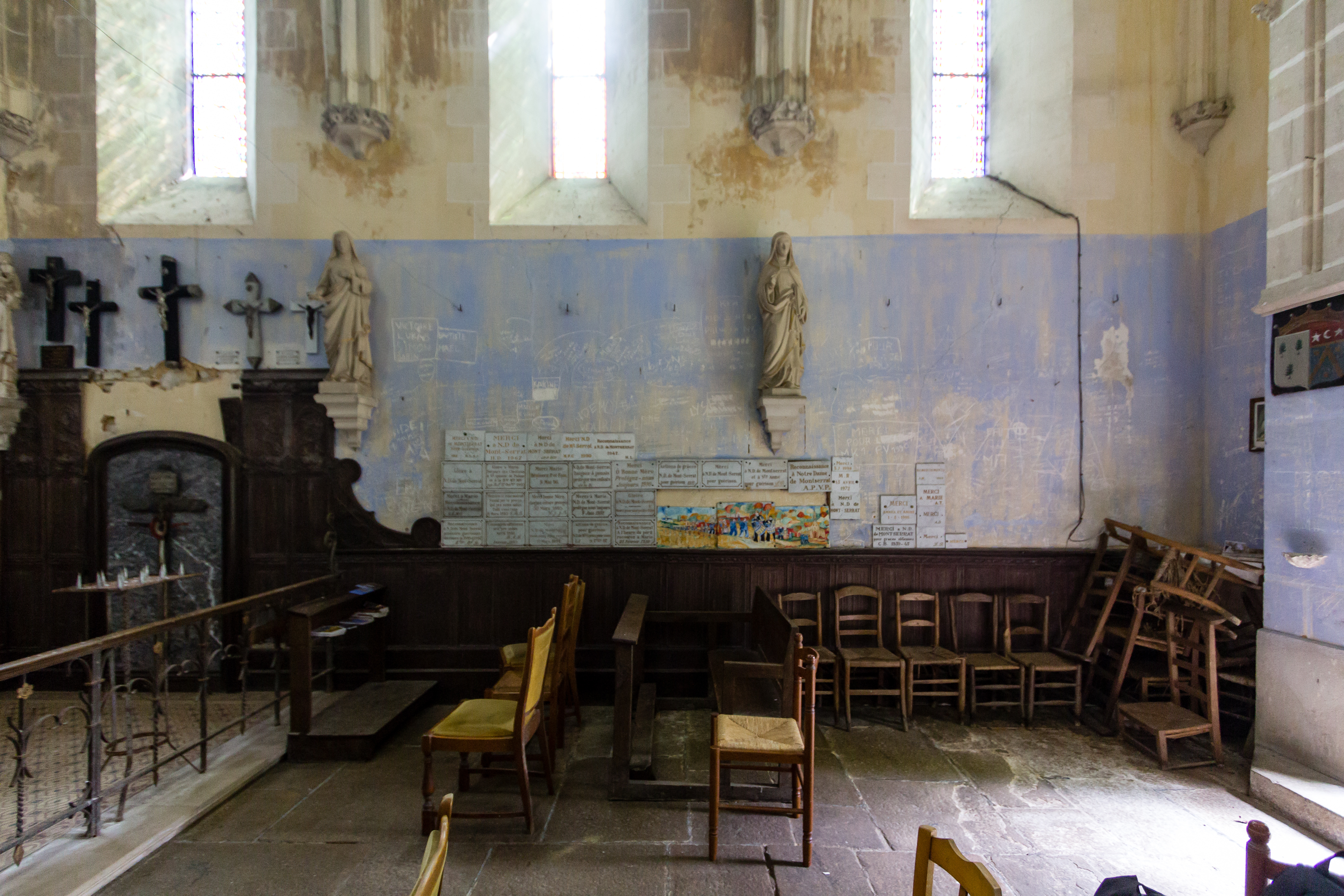
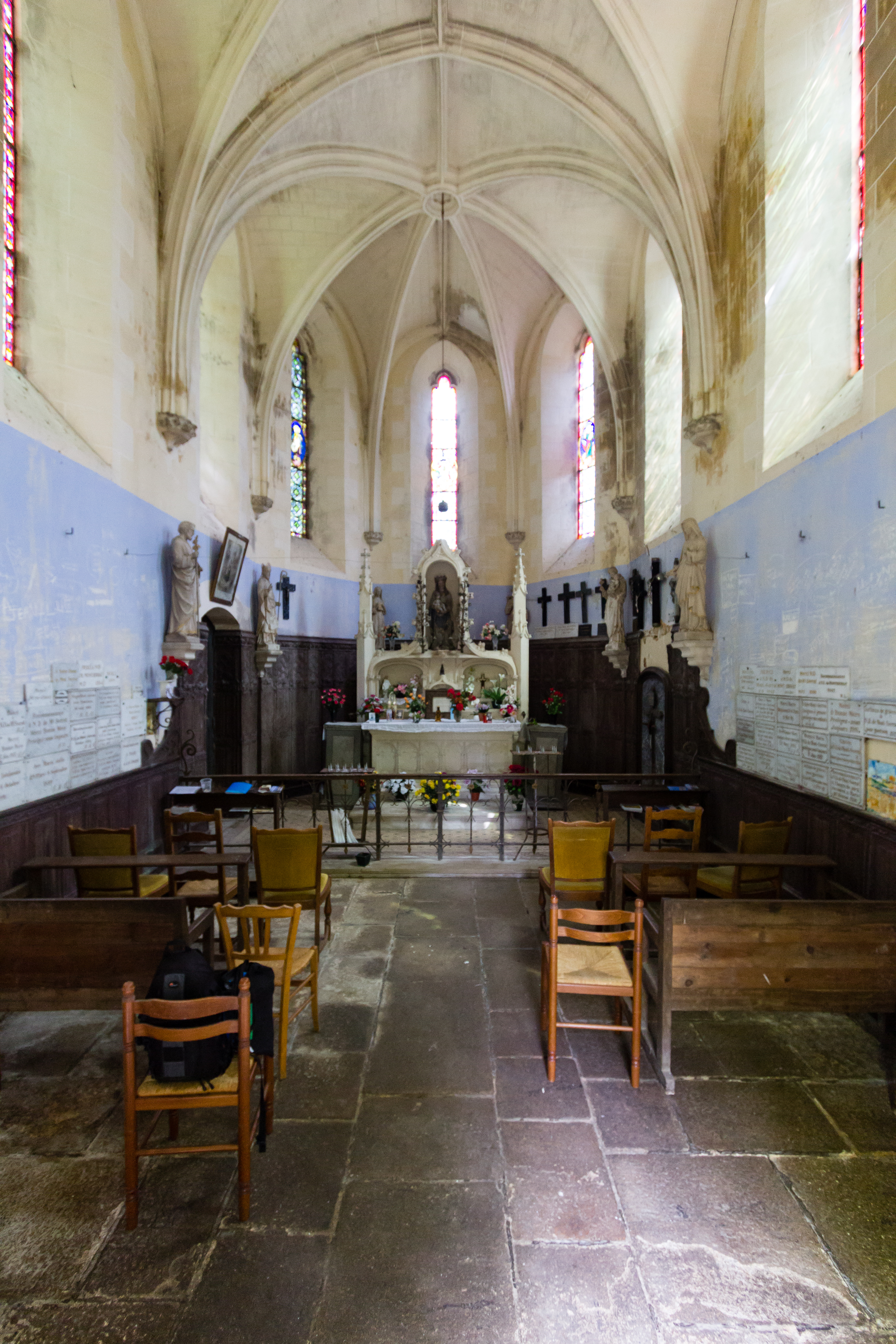
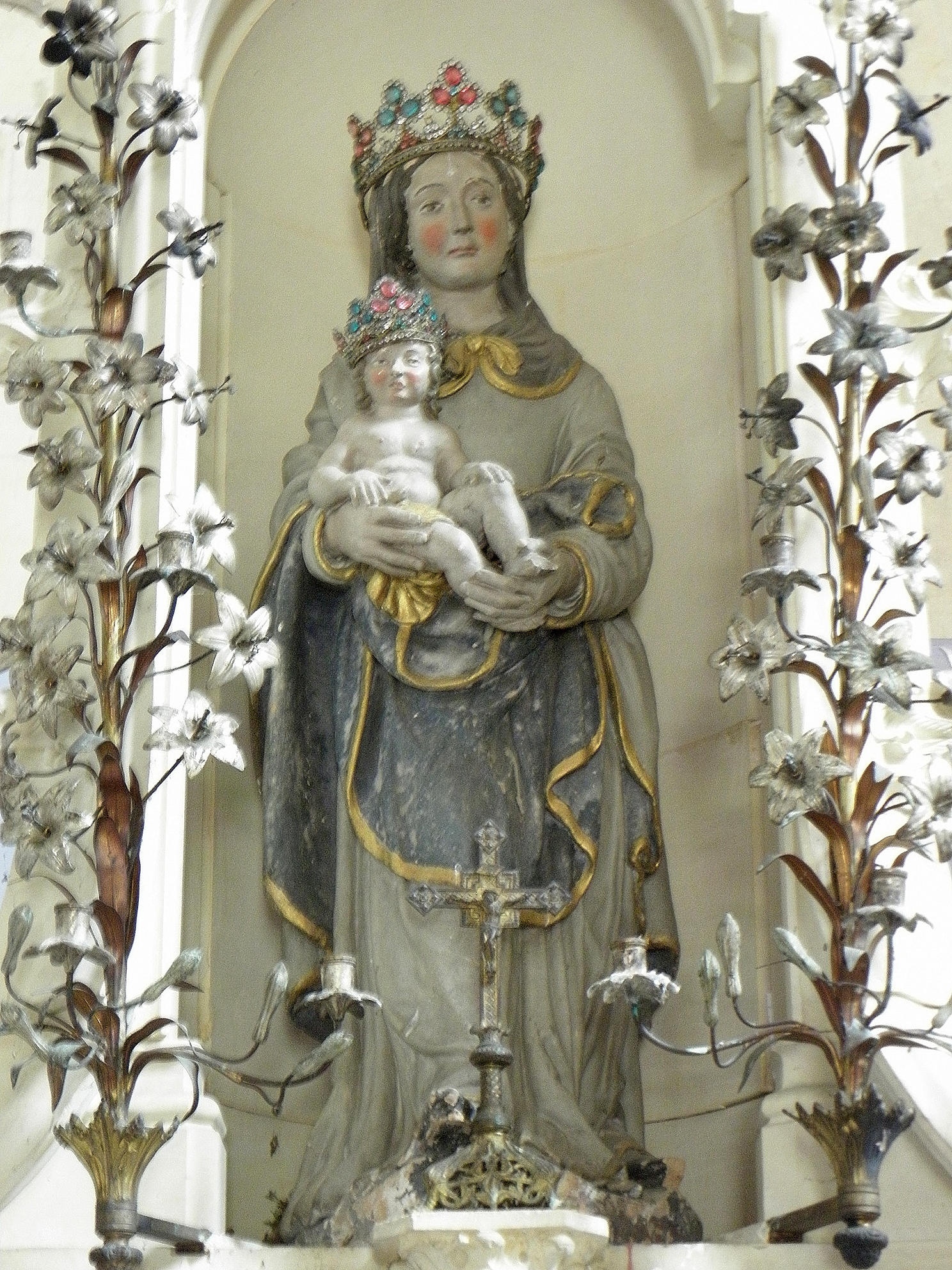
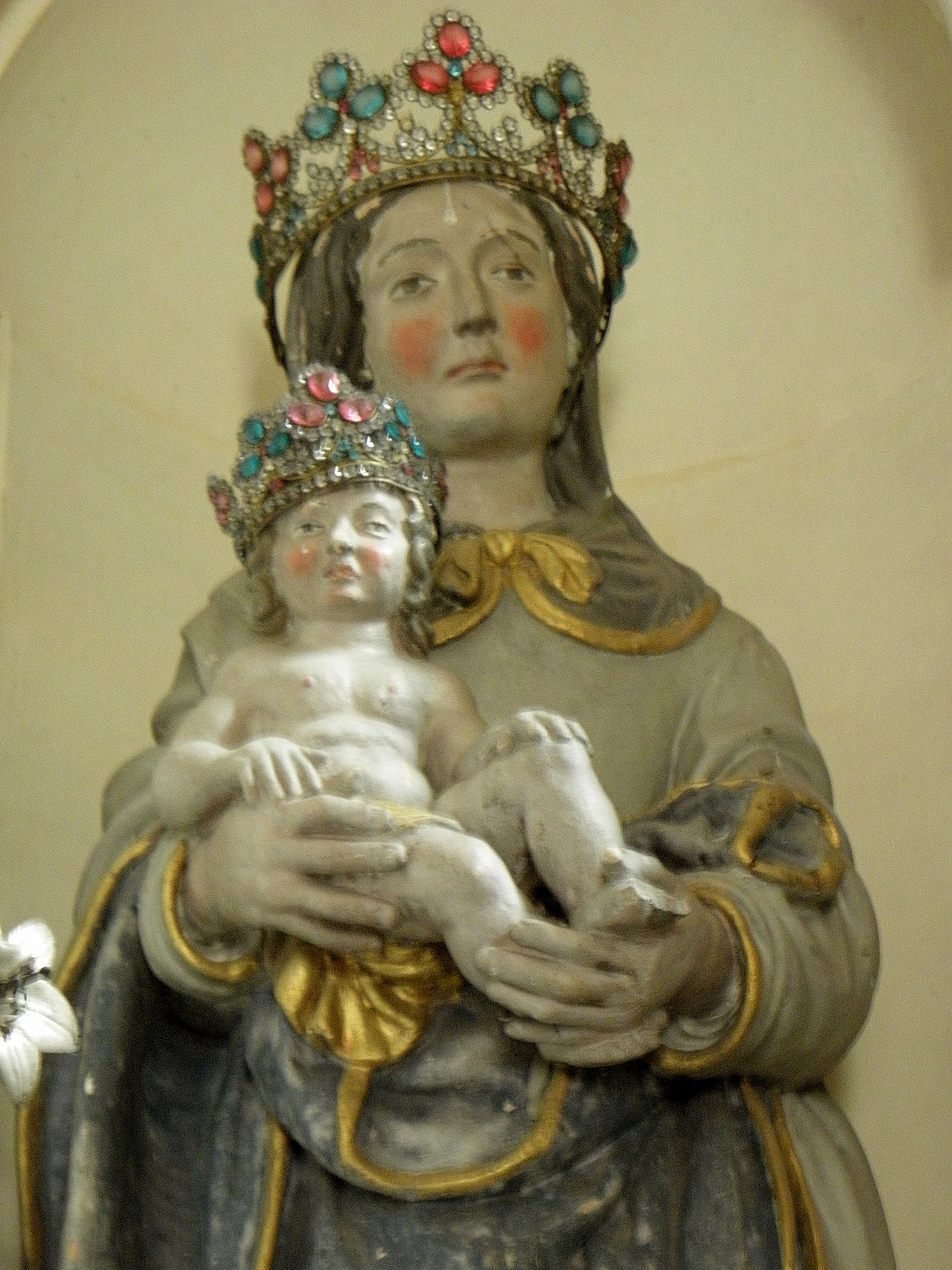
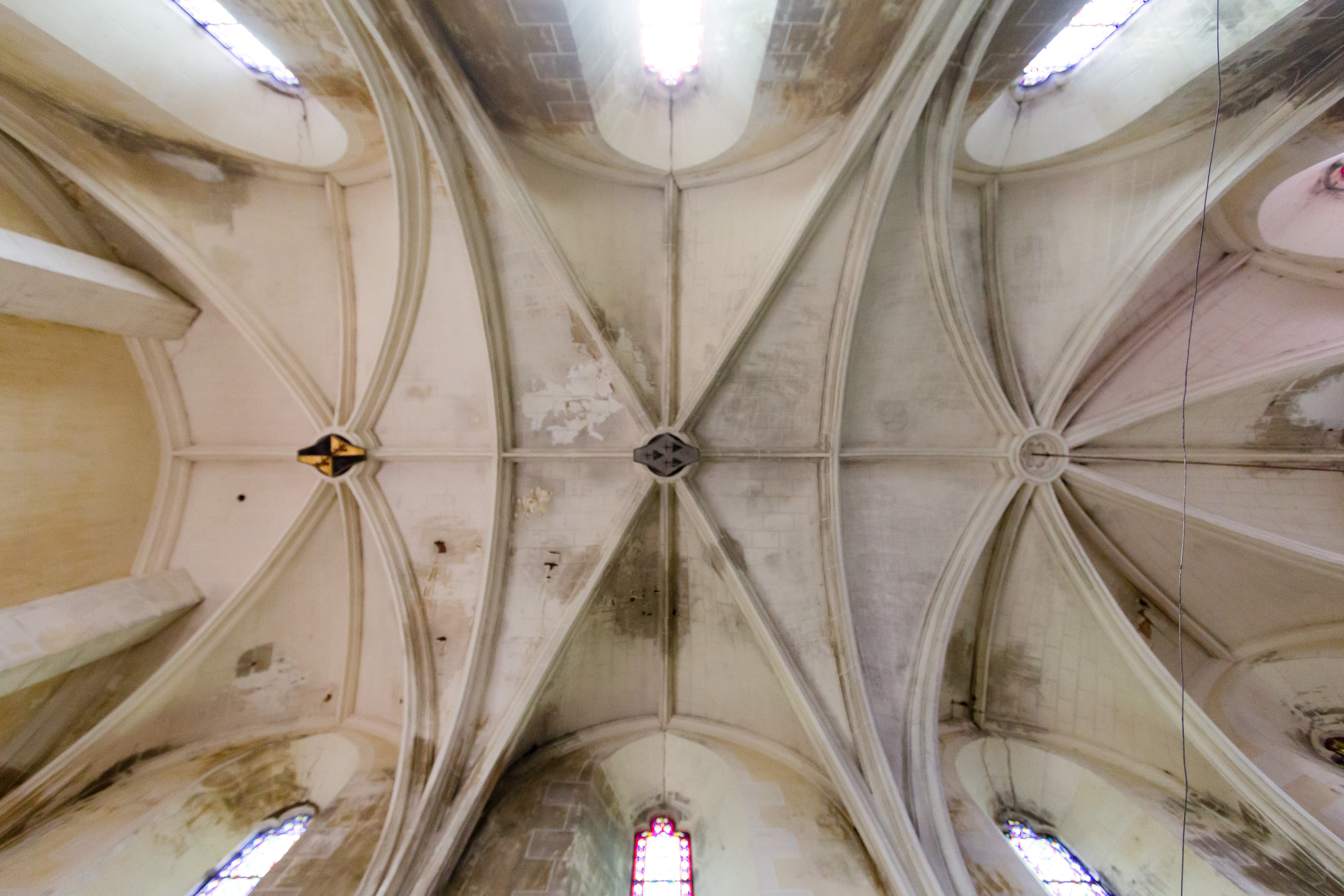
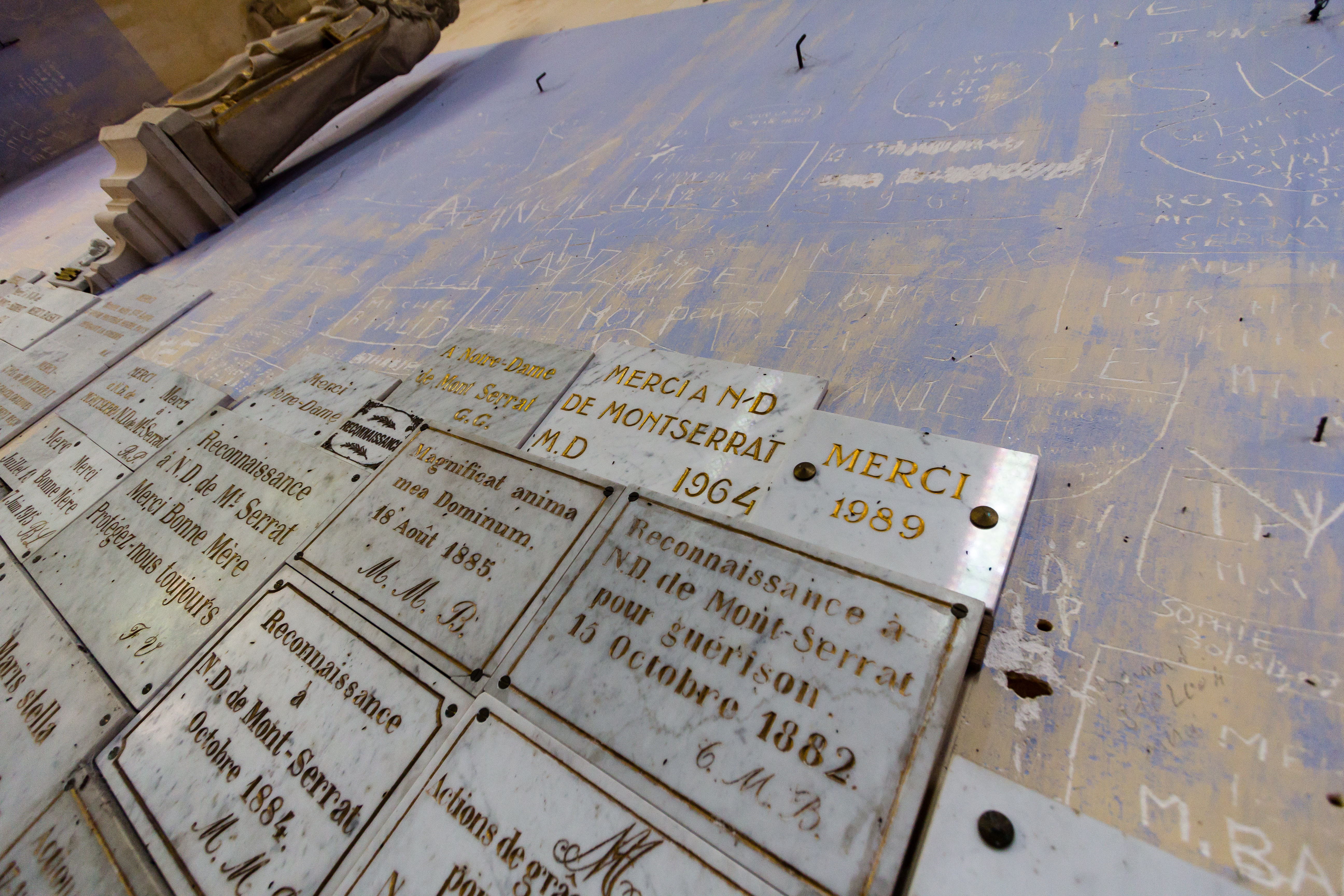
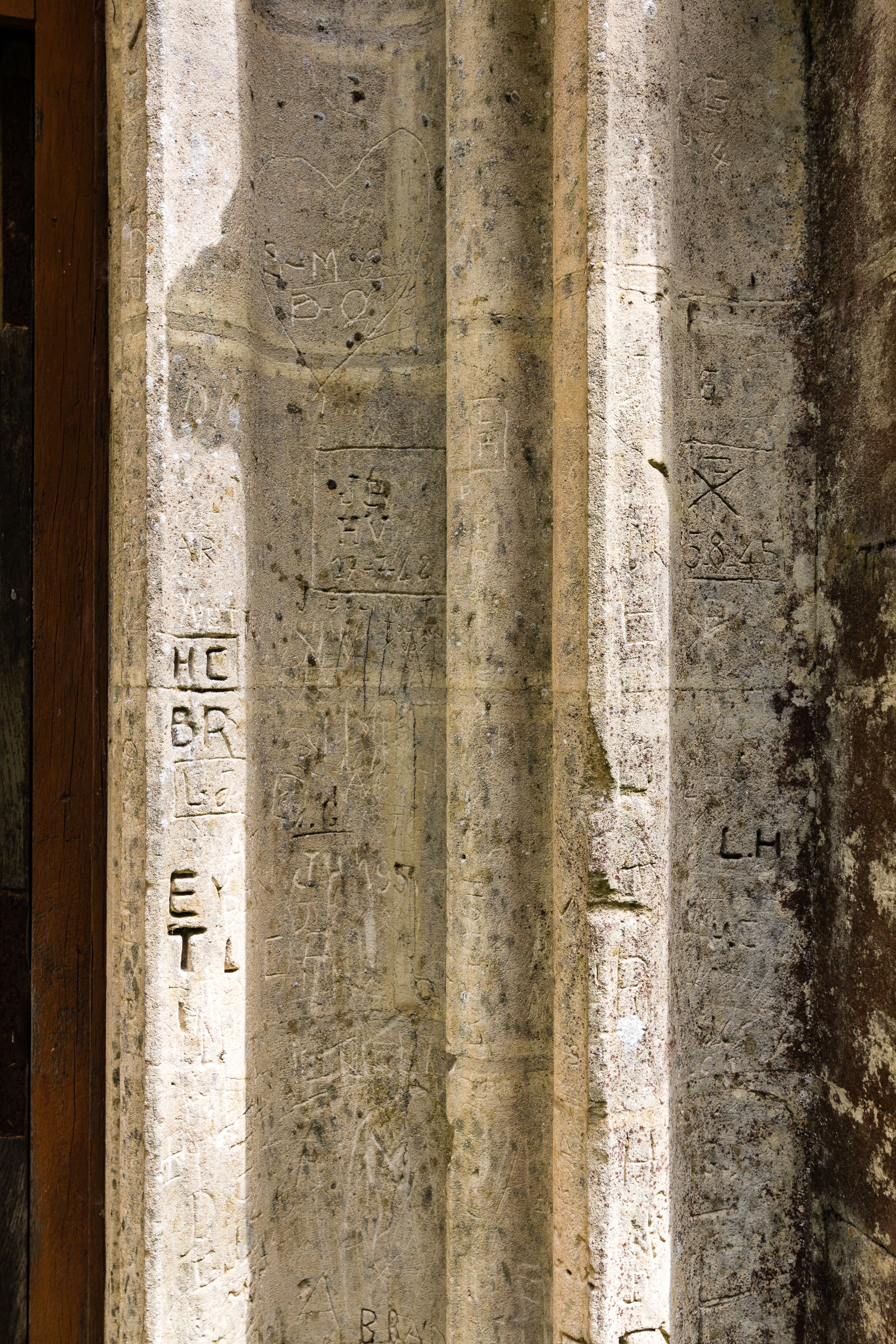